# Meekhonigfresser
Der Meekhonigfresser (Ptiloprora meekiana) ist eine Vogelart aus der Familie der Honigfresser. Er kommt mit den Unterarten Ptiloprora meekiana meekiana und P. m. occidentalis im westlichen, östlichen, nordöstlichen und südöstlichen Teil Neuguineas vor. Das Artepitheton bezieht sich auf den britischen Vogel- und Insektensammler Albert Stewart Meek.

## Merkmale
Der Meekhonigfresser erreicht eine Größe von 16 bis 17 Zentimetern. Das Gewicht ist lediglich von drei Exemplaren bekannt, wobei der männlichen Holotypus 18,5 Gramm wiegt und die Gewichte von zwei Weibchen 20 und 21 Gramm betragen. Bei der Nominatform sind Oberkopf, Kopf- und Halsseiten sowie die Oberseite gelblich-oliv mit einer deutlichen schwärzlich-oliven Strähnung. Am Oberkopf und am Hinterhals sind die Strähnen dünn, sonst breiter. Am markantesten sind sie auf Mantel und Rücken und verleihen der Oberseite eine deutliche Streifung. Die Strichelung an den Kopfseiten ist dicht und verleiht dem Gesicht eine maskenartige Erscheinung, in der die hellen Augen hervortreten. Die Oberflügeldecken und die Oberschwanzdecken sind schwarzbraun bis dunkelbraun. An der Oberseite ist die Färbung dunkler. Die Oberflügeldecken, Schwingen und Steuerfedern zeigen schmale gelblich-olive Säume. Die Unterseite ist überwiegend hell gelblich-oliv. Kinn und Kehle sind heller gelblich. Der Bauch ist gelb. Die gesamte Unterseite weist eine kräftige dunkelolive Strähnung auf, die am stärksten an der Kehle zu sehen ist. An den Brustseiten sind unterhalb der Flügelwinkel gelbliche Büschel zu erkennen. Die Unterschwanzdecken sind dunkelbraun. Die Unterflügeldecken sind gelblich mit einer dunklen Spitze und hinteren Kante. 
Die Iris ist hellgrau bis grünlichgrau. Der Oberschnabel ist schwarz, der Unterschnabel grau. Die Beine sind blaugrau. Die Geschlechter sehen gleich aus; die Männchen sind jedoch größer als die Weibchen. Jungvögel und immature Vögel sind bisher unbeschrieben. Die Unterart Ptiloprora meekiana occidentalis ist durchschnittlich größer als die Nominatform und besitzt einen kürzeren Schnabel. Sie ist überall heller. Die Oberseite ist grünlich und weniger grau getönt. Der Bürzel sowie die Flügel- und Schwanzsäume sind heller. Die Kehle ist heller mit einer dunkleren Strähnung und die Unterseite ist heller gelblich als bei der Nominatform. Der Ruf besteht aus „cht“- oder „chp“-Tönen, die häufig wiederholt werden.

## Vorkommen
Ptiloprora meekiana meekiana kommt am Tari Gap in den Southern Highlands, am Trauna Gap in den Central Highlands sowie am Mount Michael in den Eastern Highlands im östlichen Neuguinea, in den Saruwaged Mountains auf der Huon-Halbinsel im nordöstlichen Neuguinea und in den Herzog Mountains im südöstlichen Neuguinea vor. Die 1940 von Austin Loomer Rand beschriebene Unterart Ptiloprora meekiana occidentalis ist von den oberen Hängen der Snow Mountains und von den West Oranje Mountains im westlichen Neuguinea bekannt.

## Lebensraum
Der Meekhonigfresser bewohnt Bergwälder, insbesondere Sekundärwälder, in mittleren und höheren Lagen. Die Nominatform wurde zwischen 1300 m und 2440 m am Mount Michael, die Unterart P. m. occidentalis zwischen 2200 und 2800 m in den Snow Mountains beobachtet.

## Lebensweise
Der Meekhonigfresser ist schwierig zu beobachten. Die standorttreuen Vögel sind gewöhnlich einzeln oder in Paaren, in den Snow Mountains aber auch in gemischten Schwärmen anzutreffen. Die Nahrung besteht hauptsächlich aus Gliederfüßern, einschließlich mittelgroßen Insekten sowie aus Blütennektar. Die Nahrungssuche vollzieht sich gewöhnlich in den mittleren oder oberen Schichten der Wälder. Über die Brutbiologie des Meekhonigfressers ist nur wenig bekannt. Ein brütendes Weibchen wurde im Dezember beobachtet.

## Bestand und Gefährdung
Der Meekhonigfresser wird von der IUCN als „nicht gefährdet“ (least concern) klassifiziert. Angaben zur Größe der Population liegen nicht vor. Er wird gewöhnlich als nicht häufig oder selten beschrieben; lokal, wie zum Beispiel an den nördlichen Hängen der Snow Mountains im westlichen Neuguinea, ist er jedoch häufiger anzutreffen.

## Weblink
- Ptiloprora meekiana in der Roten Liste gefährdeter Arten der IUCN 2013.2. Eingestellt von: BirdLife International, 2012. Abgerufen am 24. Dezember 2013.